# Павлів Дмитро Юліанович
Дмитро Юліанович Павлів (нар. 17 листопада 1956, м. Городище, Черкаська область, УРСР, СРСР) — український археолог та історик, науковий співробітник відділу археології Інституту українознавства імені І. Крип'якевича НАН України.

## Життєпис
Дмитро Павлів народився 17 листопада 1956 р., м. Городище Черкаської області. Закінчив історичний факультет Львівського університету у 1981 році.
В Інституті українознавства імені І. Крип'якевича НАН України з 1975 року. Працював старшим лаборантом, молодшим науковим співробітником. Один з провідних фахівців інституту у галузі археології доби бронзи та раннього заліза.
У 1991 році брав участь у Володимир-Волинській археологічній експедиції.
1992 року Дмитро Павлів у Львівській міській археологічній експедиції. Проводив рятівні розкопки на місці будови готелю «Золотий лев». У цьому ж році був членом Тернопільської розвідкової експедиції, яка проводила обстеження в зоні будови газогону в Козівському, Теребовлянському, Збаразькому районах, та у Бродівської розвідкової експедиції, яка проводила обстеження в зоні будови газогону в Бродівському та Золочівському районах.
У 1993 році в Західнобузькій розвідковій експедиції. Проводив обстеження над річкою Західний Буг, між селами Ромош та Старгород.
Брав участь в Українсько-польській археологічній експедиції у 1995 році. Досліджував поселення та поховання культури шнурової кераміки поблизу с.Сіде Самбірського району Львівської області.
У 1996-2004 роках керівник робіт у розвідковій експедиції для виявлення та обстеження курганних некрополів Верхньої Наддністрянщини.
1997-1999 роках був науковим співробітником розвідкових досліджень українсько-польської експедиції на території України та Польщі у верхів'ях Сяну та Дністра.
У 1999 році науковий співробітник Українсько-польська археологічна експедиція, яка проводила дослідження кургану культури шнурової кераміки поблизу с.Биків Дрогобицького району Львівської області.
Керівник робіт в Українсько-польській археологічній експедиції у 2000-2001 роках. Досліджував курганного могильника культури шнурової кераміки поблизу с.Нижні Гаї Дрогобицького району Львівської області.
У 2000 році науковий співробітник розвідкової експедиції для обстеження місця будови автомагістралі Краковець-Львів.
Керівник робіт в Українсько-польській археологічній експедиції у 2002-2005 роках. Досліджував курган ранньоскитського періоду (V—IV ст. до Хр.), поселення та могильника межановіцької культури, поселення комарівської культури, укріпленої садиби Ґава-голіградської культури.
У 2003-2005 роках заступник керівника Яворівської рятівної археологічної експедиції, яка досліджувала пам'ятки межановіцької, тщинецької, черепинсько-лагодівської, пшеворської та черняхівської культур, поселень ранньосередньовічного часу на місці будови автомагістралі Краковець-Львів.

## Наукові публікації
Колективні монографії
- Прадавня історія // Історія України. Львів, 1996. С.3-50.
- Прадавня історія // Історія України. Львів, 1998. Видання друге, із доповненнями і змінами.С.3-50.
- Прадавня історія // Історія України. З-тє вид., доп. і переробл. Львів : Світ, 2002. С. 3-54.
- Прадавня історія // Історія України. Вид. 4-те. Львів : Світ, 2003. С. 3-54.

Статті
- Дмитро Павлів, Володимир Петегирич. «Археологія у дослідженнях членів НТШ». Наукове товариство імені Шевченка у Львові. 1991.
- Дмитро Павлів. «Гальштатська культура». Енциклопедія історії України // НАН України, Інститут історії України. Київ, 2004. Т. 2. С. 45
- Дмитро Павлів. «Тяглівський могильник. До прадавньої історії Белза та його околиць» // Белз і Белзька земля. Науковий збірник. Белз, 2004. Вип. 1. С. 41-51.
- «Wyniki badań terenowych polsko-ukraińskiej ekspedycji archeologicznej w dorzeczugórnego Dniestru w 2002 r.» Rocznik Polskiej Akademii Umiejętności. Rok 2002/2003.Kraków, 2004. S. 284-291
- Дмитро Павлів, Володимир Петегирич, Ігор Принада. «Поселення Х – ХІ ст. біля с. Черчика на Яворівщині». Матеріали і дослідження з археології Прикарпаття і Волині. Львів, 2005. Вип. 9. С. 280-296
- Дмитро Павлів. «Скарб із с.Руда та деякі аспекти культової практики у гальштатський період на заході України». Матеріали і дослідження з археології Прикарпаття і Волині. Львів, 2005. С. 257-272.
- Дмитро Павлів, Володимир Петегирич. «Стародавні поселення біля Рулевого та Добростан на Яворівщині». Інститут українознавства ім.І.Крип'якевича НАН України в 2004 р. Інформаційний бюлетень. Львів, 2005. С. 37-40
- Дмитро Павлів, Володимир Петегирич. «Таємниці давніх культур Дрогобицького підгір'я». Інститут українознавства ім.І.Крип'якевича НАН України в 2004 р. Інформаційний бюлетень. Львів, 2005. С. 41-43
- «Z badań nadnajdawniejszymi dziejami rejonu Drohobycza». Drohobycz miasto wielu kultur. Rzeszów, 2005. S. 9-59
- «Wyniki badań wykopaliskowych polsko-ukraińskiej ekspedycji archeologicznej we wsi Bykiw, w dorzeczu górnego Dnitstru, w 2003 r». Rocznik Polskiej Akademii Umiejętności. Rok 2003/2004. Kraków, 2005. S. 285-295
- «Krótka relacja z badań polsko-ukraińskiej ekspedycji archeologicznej we wsi Bykiw, rej. Drohobycz, w 2004 r». Rocznik Polskiej akademii umiejętności. Rok 2004-2005. Kraków, 2005. C.293-300.
- Віталій Конопля, Дмитро Павлів. «Кременеві серпи із Старого Яричева». Матеріали і дослідження з археології Прикарпаття і Волині. Національна академія наук України, Інститут українознавства імені І. Крип'якевича. 2008. С. 387-389[1].
- Ян Махнік, Дмитро Павлів, Володимир Петегирич. «Кургани центральної частини Сянсько-Дністрянської височини». Інститут українознавства ім. І. Крип'якевича НАН України. 2009.
- Дмитро Павлів, Володимир Петегирич. «Доісторична пастуша будівля-«стая» з Добростан» [Архівовано 14 липня 2020 у Wayback Machine.]. Матеріали і дослідження з археології Прикарпаття і Волині. Вип. 13. 2009. С. 102–112.
- Денис Козак, Дмитро Павлів. «Поселення ранньозалізного часу біля с. Хрінники на Волині». Археологія і давня історія України. Інститут археології НАН України. 2010[2].
- Наталя Войцещук, Дмитро Павлів. «Горизонт ранньозалізного часу пам'ятки Грушів ІІ на Львівщині». 2011. С. 299-319.
- Дмитро Павлів. «Нові знахідки зброї ранньогальштатського часу з Прикарпаття». Матеріали і дослідження з археології Прикарпаття і Волині. Національна академія наук України, Інститут українознавства імені І. Крип'якевича. 2011. С. 385-391.
- Ян Махнік, Дмитро Павлів, Володимир Петегирич. «Кургани на Войнилівській височині у міжріччі Сивки та Лімниці». Матеріали і дослідження з археології Прикарпаття і Волині. Національна академія наук України, Інститут українознавства імені І. Крип'якевича. 2012. С. 283-306.
- Дмитро Павлів, Володимир Петегирич. «Дослідження пам'яток княжої доби на Малому Поліссі Львівщини і питання локалізації белзьких полів”». Матеріали і дослідження з археології Прикарпаття і Волині. Національна академія наук України, Інститут українознавства імені І. Крип'якевича. 2013. С. 193-222.